# Fridolf Schauman
Fridolf Leonard Schauman, född 29 augusti 1837 i Helsingfors, död 28 mars 1924 i Stockholm, var en finländsk-svensk ingenjör. Han var son till Frans Ludvig Schauman.
Schauman blev student i Helsingfors 1856 och studerade vid Teknologiska institutet i Stockholm 1860–1861. Han blev elev vid svenska statens järnvägsbyggnader 1860, nivellör 1862, tillförordnad stationsingenjör 1863, stationsinspektor vid Statens Järnvägar 1867, entreprenör vid järnvägsbyggnader i Norge 1874, var trafikchef vid Landskrona–Ängelholms Järnväg (LEJ) 1876–1882, ledare för enskilda järnvägsundersökningar och byggnader jämte agenturaffärer 1882–1897 och verkställande direktör för AB Schaumans Centralspårvexlare, ett företag som var inriktat på konstruktion och tillverkning av ställverk, i Stockholm från 1898. Han blev svensk medborgare 1864.